# Pouébo
Pouébo is een gemeente in Nieuw-Caledonië en telt 2452 inwoners (2014). De oppervlakte bedraagt 202,8 km², de bevolkingsdichtheid is 12,1 inwoners per km².